# Allobaccha incisa
Allobaccha incisa är en tvåvingeart som först beskrevs av Walker 1861.  Allobaccha incisa ingår i släktet Allobaccha och familjen blomflugor. Inga underarter finns listade i Catalogue of Life.